# Landesbibliothek Coburg
Die Landesbibliothek Coburg ist eine regionale staatliche (wissenschaftliche) Bibliothek in Verwaltung des Freistaats Bayern. Sie hat ihren Sitz im Schloss Ehrenburg in Coburg und vereinigt die historischen Büchersammlungen der in Coburg regierenden Herzöge und ihrer Angehörigen.

## Bibliothek
Die Bibliothek besitzt einen Bestand von rund 500.000 Bänden aktueller und historischer Literatur sowie 400 Handschriften, 151 Inkunabeln und zirka 6.500 Autographe. Zu den Kernsammlungen gehören unter anderem die ehemalige Hof- und Staatsbibliothek Sachsen-Coburgs mit zirka 55.000 Bänden, vor allem aus dem 17. bis 19. Jahrhundert, und die Herzogliche Privatbibliothek mit 14.500 Titeln. Aber auch die historische Bibliothek des Gymnasiums Casimirianum mit 15.000 Titeln in 7.500 Bänden, schwerpunktmäßig aus 16. bis 18. Jahrhundert, und die Scheres-Bibliothek, vom ehemaligen Coburger Kanzler Johann Conrad von Scheres, genannt Zieritz (1641–1704) aufgebaut, mit juristischer Literatur des 17. Jahrhunderts, ist dazu zu zählen. Bedeutend sind ferner die Luther-Bibliothek und die Schlossbibliothek Niederfüllbach. Die Luthersammlung wurde von Prinz Albert von Sachsen-Coburg und Gotha zur Erinnerung an Martin Luthers Aufenthalt auf der Veste Coburg 1530 angelegt. Sie umfasst 850 Bände, vor allem zeitgenössische Lutherdrucke und ältere Sekundärliteratur. Die Schlossbibliothek Niederfüllbach wurde von Leopold I. aus dem Haus Sachsen-Coburg-Saalfeld vor seiner Wahl zum König der Belgier 1831 angelegt. Sie ist mit ihren kaum mehr als 500 Bänden repräsentativ für die Land- und Forstwirtschaft und die moderne Gutsbewirtschaftung der damaligen Zeit.

## Lage
Der Bibliothek sind weite Teile von Schloss Ehrenburg zur Nutznießung überlassen. Die Ausleihe und die Lesesäle mit zirka 270 m² Fläche befinden sich im ersten Obergeschoss in kunsthistorisch wertvollen Räumen. Die Ausleihe erfolgt im Pompejanischen Saal, der ursprünglich ein repräsentativer Eingangs- und Verbindungsraum war. Er wurde nach Entwürfen von Johann Gottfried Gutensohn gestaltet. Die 1833 entstandenen Deckenmalereien stammen von Antoni Conti unter Mitwirkung des Coburger Malers Heinrich Brückner. Der südliche Lesesaal war früher ein Musiksaal, der nördliche ein Eingangs- und Empfangsraum. Die Lesesäle wurden 1819 nach Entwürfen des Franzosen André-Marie Renié-Grétry gestaltet. Als Künstler der Deckenmalereien im südlichen Lesesaal werden Manfred und Carl Alexander Heideloff sowie Alois Keim vermutet. Die Innenarchitektur des Silbersaals, früher der Speisesaal und heute der Ausstellungssaal, ist eine Arbeit von André-Marie Renié-Grétry aus dem Jahr 1817. Die Deckenmalereien stammen von Manfred und Carl Alexander Heideloff sowie Alois Keim. Der Vortrags-, Konferenz- und Konzertsaal ist der um 1735 entstandene Andromeda-Saal. Er wurde anfangs als Audienzsaal und ab 1898 als Bibliothekssaal der herzoglichen Privatbibliothek genutzt. Die Stuckarbeiten im Régencestil stammen von Paolo Soldati.
Die Magazinräume nehmen mehrere Trakte auf verschiedenen Stockwerken von Schloss Ehrenburg ein. Von 1968 bis 1981 wurden umfangreiche Sanierungsmaßnahmen, unter anderem mit neuen Stahlbetondecken, für 4,5 Millionen DM durchgeführt. Mit dem Umzug des Coburger Staatsarchivs vom Schloss in das Zeughaus im Jahr 1990 wurden die Platzprobleme bei den Stellkapazitäten vorläufig behoben.

## Geschichte
Im ab 1542/43 von Herzog Johann Ernst erbauten Schloss Ehrenburg gab es von Anfang an Bücher. Im Laufe der frühen Neuzeit gelangten im Zuge verschiedener ernestinischer Erbteilungen wiederholt Teile ernestinischer Büchersammlungen nach Coburg. Die vielleicht bedeutsamste Erweiterung erfolgte zwischen 1764 und 1799 während der Regentschaften der Herzöge Ernst Friedrich und Franz Friedrich. Letzterer ist auch der Begründer des Kupferstichkabinetts der Kunstsammlungen der Veste Coburg.
Von der Säkularisation zu Beginn des 19. Jahrhunderts und der damals begründeten Struktur des wissenschaftlichen Bibliothekswesens in Bayern war Coburg als 1807 (wie alle thüringischen Fürstentümer) wieder begründeter, bis 1920 souveräner Staat nicht betroffen. Von 1801 bis 1826 war Friedrich Karl Forberg als Bibliothekar in herzoglichen Diensten tätig. Bereits ab dem frühen 19. Jahrhundert war die ehemalige Herzogliche Hofbibliothek im Schloss Ehrenburg als teilweise aus Landesmitteln unterhaltene Hof- und Staatsbibliothek für eine begrenzte Öffentlichkeit zugänglich. Nach dem Ende der Monarchie und der Gründung des Freistaates Coburg übernahm 1919 die Coburger Landesstiftung die Verwaltung der erst Landesbücherei, dann Landesbibliothek Coburg genannten Einrichtung. Die Coburger Landesstiftung war 1919 zu dem Zweck gegründet worden, das Kulturgut des untergegangenen Staates in rechtlicher Selbständigkeit zu erhalten. Unter Wahrung ihrer historisch-traditionellen Bindung an Coburg wurde die Bibliothek ab 1. Januar 1973 in die Verwaltung des Freistaats Bayern übernommen. Die teilweise ungeklärten Eigentumsverhältnisse an den Beständen der Landesbibliothek Coburg blieben unberührt. 1999 wurde die ehemalige Generaldirektion der bayerischen staatlichen Bibliotheken mit der Bayerischen Staatsbibliothek zusammengelegt. Seitdem ist ihr die Landesbibliothek Coburg wie alle regionalen staatlichen Bibliotheken in Bayern im Verwaltungsaufbau nachgeordnet.  